# Eurialino
O termo eurialino (-sing.) é utilizado para caracterizar animais e plantas que possuam adaptações fisiológicas para suportar largos coeficientes de variação de salinidade em seu habitat. Alguns moluscos, crustáceos e peixes, que vivem em estuários de rios onde a salinidade varia de acordo com as marés, são exemplos de animais eurialinos.

## Peixes de ambiente eurialino
Os peixes que migram da água salgada para a água doce, para se reproduzirem, são denominados "anádromos"; um desses peixes é o salmão. Já os que migram do ambiente de água doce para ambientes ricos em sal recebem a denominação "catádromos"; um desses peixes é a enguia.
1. ↑  Tecnologia da informação e comunicação (TIC) em consonância com o projeto político pedagógico (PPP). Col: Tecnologia da informação e comunicação (TIC) em consonância com o projeto político pedagógico (PPP). [S.l.]: Editora Acadêmica Periodicojs. 2025. Consultado em 5 de junho de 2025